# Чилонзорська лінія
Чилонзорська лінія  (узб. Chilonzor yo`li, Чилонзор йўли) — лінія Ташкентського метрополітену. Введена в експлуатацію 6 листопада 1977.

## Хронологія пусків
| Черга                                      | Дата пуску       | Довжина | Кіл-сть станцій |
| ------------------------------------------ | ---------------- | ------- | --------------- |
| «Сабір Рахімов» — «Жовтневої Революції»    | 6 листопада 1977 | 12,2 км | 9               |
| «Жовтневої Революції» — «Максима Горького» | 18 серпня 1980   | 4,6 км  | 3               |
| «Олмазор» — «Кипчок»                       | 26 грудня 2020   | 6,9 км  | 5               |
|                                            | Разом:           | 23,7 км | 17 станцій      |

## Історія перейменувань
| Станція             | Попередні назви                       | Роки      |
| ------------------- | ------------------------------------- | --------- |
| Мустакіллік майдоні | Площа імені В. І. Леніна              | 1977—1991 |
| Novza               | Хамза                                 | 1977—2015 |
| Мірзо Улугбек       | 50 років СРСР                         | 1977—1992 |
| Міллій бог          | Комсомольська                         | 1977—1992 |
| Міллій бог          | Йошлик Молодіжна                      | 1992—2005 |
| Амір Темур хійобоні | Жовтневої Революції                   | 1977—1992 |
| Амір Темур хійобоні | Центральний сквер (Марказій Хійобоні) | 1992—1993 |
| Буюк Іпак йулі      | Максима Горького                      | 1980—1997 |
| Бунйодкор           | Дружби Народів (Халклар Дустлігі)     | 1977—2008 |
| Олмазор             | Сабіра Рахімова (Собір Рахімов)       | 1977—2010 |

## Пересадки
| # | Пересадка на лінію   | На станцію      |
| - | -------------------- | --------------- |
| 2 | Узбекистонська лінія | «Алішер Навої»  |
| 3 | Юнусободська лінія   | «Юнуса Раджабі» |

## Рухомий склад
На лінії використовуються вагони 81-717/714, у складі чотиривагонних поїздів.

## Ресурси Інтернету
ЧЧилонзорська лінія на сайті http://metrotashkent.narod.ru [Архівовано 15 травня 2014 у Wayback Machine.](рос.)